# Lord Huron

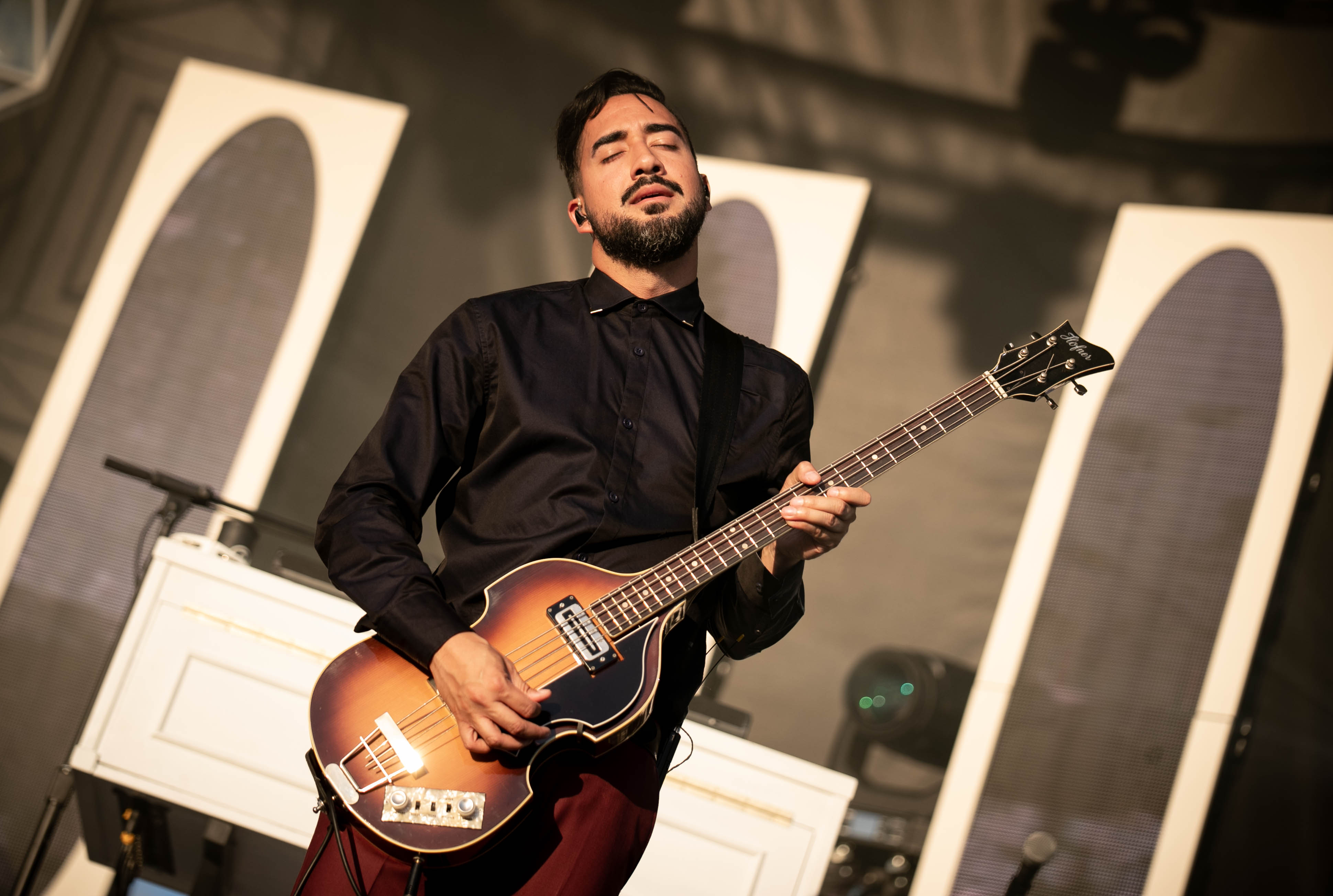
Miguel Briseño

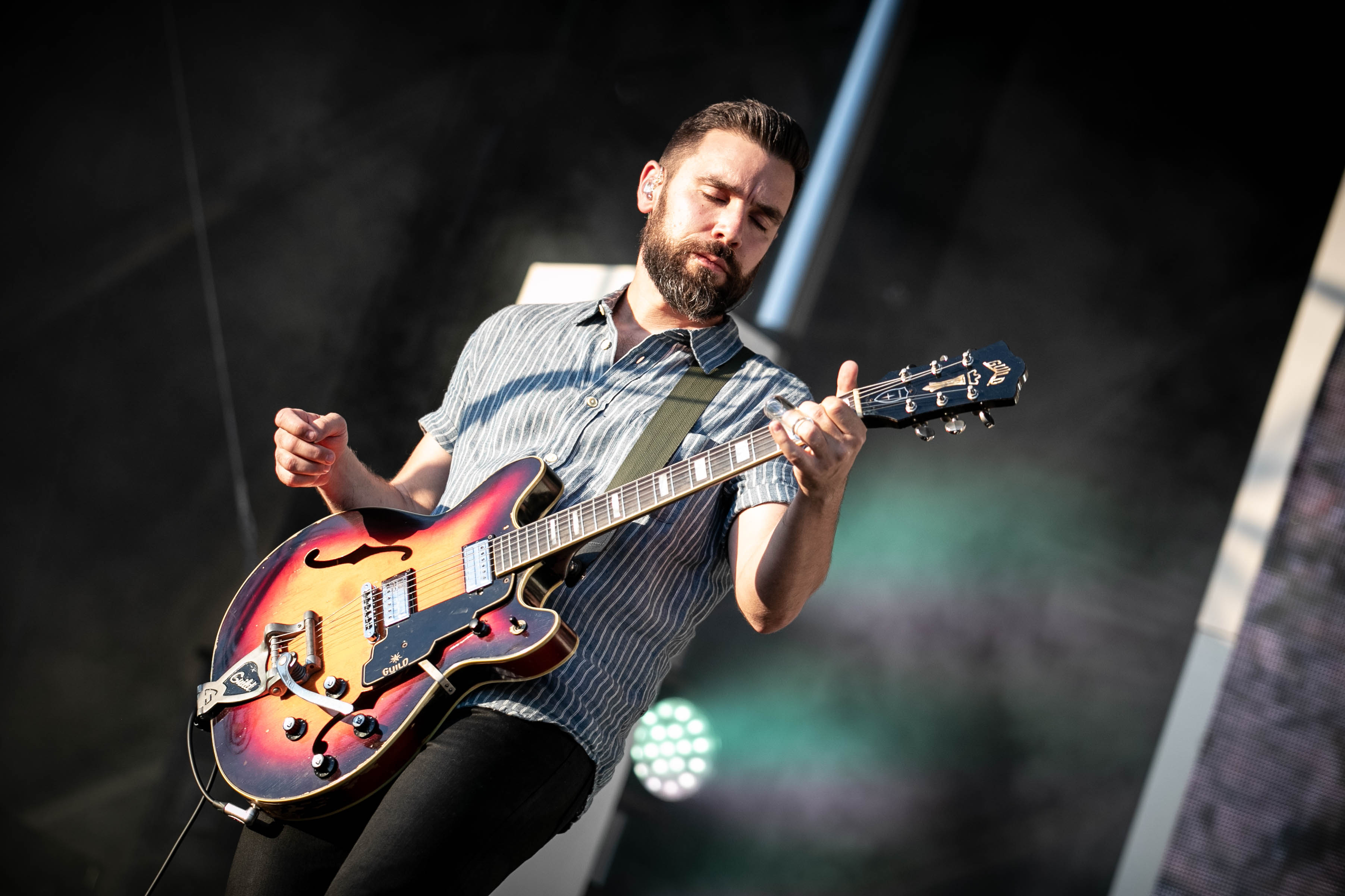
Tom Renaud

Lord Huron – amerykański zespół indie rockowy pochodzący z Los Angeles, Stany Zjednoczone. W skład zespołu wchodzą Mark Barry (perkusja), Miguel Briseño (gitara basowa, instrumenty klawiszowe, theremin), Tom Renaud (gitara) i jego założyciel Ben Schneider (gitara, wokalista). Nazwa zespołu pochodzi od jeziora Huron, jednego z pięciu Wielkich Jezior Ameryki Północnej, gdzie wokalista Ben Schneider spędzał dzieciństwo.  

## Historia
Ben Schneider zaczął pisać muzykę w swoim rodzinnym mieście Okemos w stanie Michigan. Schneider studiował sztuki wizualne na Uniwersytecie Michigan i ukończył studia we Francji, po czym przeniósł się do Nowego Jorku. W 2005 roku Schneider przeniósł się do Los Angeles. W 2010 roku Schneider założył Lord Huron jako solowy projekt, nagrywając samodzielnie kilka pierwszych EP.

### Lonesome Dreams(2012–2013)
Pierwszy pełny album Lorda Hurona "Lonesome Dreams" został wydany 9 października 2012 roku.

### Strange Trails(2014–2017)
Zespół wydał swój drugi album "Strange Trails" 6 kwietnia 2015 roku w Wielkiej Brytanii i 7 kwietnia 2015 roku w USA.

### Vide Noir(2018–2020)
26 stycznia 2018 roku Lord Huron wydał swój pierwszy singiel z albumu, dwuczęściowy utwór zatytułowany „Ancient Names”. 16 lutego 2018 roku zespół wydał kolejny singiel „Wait by the River”. 7 marca 2018 roku wykonali piosenkę w programie Jimmy Kimmel Live!.

### Long Lost(2021–obecnie)
Jest to czwarty album zespołu. 

## Skład
- Ben Schneider – gitara, wokal
- Mark Barry – perkusja
- Miguel Briseño – gitara basowa, keys, instrumenty klawiszowe, theremin
- Tom Renaud – gitara